# Fobia
Fobia é um tipo de perturbação da ansiedade caracterizado por medo ou aversão persistente a um objeto ou uma situação. 
Nomeadamente, chegam a causar um tal medo esmagador e debilitante desse algo, que leva a que o indivíduo fóbico organize a sua vida baseado na evicção daquilo que lhe causa esse medo.
As fobias geralmente causam o aparecimento súbito de medo e estão presentes por mais de seis meses. A pessoa afetada exerce grandes esforços para evitar a situação ou o objeto, geralmente a um grau superior em relação ao perigo real do próprio objeto ou situação. Quando não é possível o objeto ou a situação serem evitados, a pessoa afetada apresenta sinais acentuados de aflição. No caso de fobia ao sangue ou a ferimentos pode ocorrer desmaio, e no caso de agorafobia são comuns ataques de pânico. Geralmente, um indivíduo apresenta fobias a diversos objetos ou situações.
As fobias podem ser divididas em fobias específicas, fobias sociais e agorafobia. Entre os tipos de fobias específicas estão fobias a determinados animais, situações no ambiente natural, sangue, ferimentos ou outro tipo de situações específicas. As mais comuns são o medo de aranhas, medo de cobras e medo das alturas. Em alguns casos, as fobias são desencadeadas por uma experiência negativa com o objeto ou a situação. As fobias sociais são as fobias em que a pessoa afetada tem receio do julgamento de outras pessoas. A agorafobia é o medo de uma situação de que a pessoa sente que não é possível fugir.
As fobias específicas podem ser tratadas com terapia de exposição, na qual a pessoa é introduzida à situação ou objeto em questão até o medo ser vencido. Neste tipo de fobias a medicação não tem utilidade. As fobias sociais e a agorafobia são muitas vezes tratadas com uma combinação de psicoterapia e medicação. Entre os medicamentos usados estão os antidepressivos, benzodiazepinas ou betabloqueadores.
As fobias específicas afetam entre 6 e 8% das pessoas no mundo ocidental e entre 2 e 4% das pessoas na Ásia, África Subsaariana e Leste Europeu. As fobias sociais afetam 7% das pessoas nos Estados Unidos e 0,5–2,5% das pessoas no resto do mundo. A agorafobia afeta 1,7% das pessoas. As mulheres são afetadas o dobro dos homens. A idade média em que a condição se manifesta pela primeira vez é entre os 10 e os 17 anos. A prevalência é menor à medida que a idade avança. As pessoas com fobias apresentam um risco acrescido de suicídio.